# Li Changqi
 (juin 2024).
Œuvres principales
剪燈餘話
Li Changqi (chinois : 李昌祺 ; pinyin : lǐ chāngqí), également appelé Li Zhen (李祯 / 李禎, lǐ zhēn), né en 1376 et décédé en 1452, est un écrivain chinois de la dynastie Ming originaire de Luling 庐陵, lúlíng, (nom correspondant à plusieurs anciens toponymes de la province du Jiangxi, en Chine.
Il est notamment l'auteur du roman 剪灯余话 / 剪燈餘話, jiǎn dēng yú huà, où il décrit les travaux forcés qu'il subit à Pékin, vers 1419/20 et qui fut publié en caractères mobiles, en 1467 peu de temps après sa mort[réf. nécessaire]. Il reprend pour cette œuvre le titre d'un recueil de nouvelles de Qu You que celui-ci écrivit en 1378.